# محمد بن عبد الله الفيروز
محمد بن عبد الله بن محمد آل فيروز التميمي النجدي الأحسائي (10 أكتوبر 1729 - 13 مايو 1801 / 18 ربيع الأول 1142هـ - 1 محرم 1216هـ) عالم مسلم وفقيه حنبلي أحسائي من أهل القرن الثاني عشر الهجري/ الثامن عشر الميلادي. ولد بمدينة الأحساء ونشأ بها برعاية والده الفقيه عبد الله بن محمد الفيروز. كف بصره بالجدري وهو ابن ثلاث سنين. أخذ عن والده ومحمد حياة السندي ومحمد بن عبد الرحمن العفالقي، ولازمه وأكثر تفقهه به، وأخذ عنه الفرائض والحساب والهيئة والهندسة كما أخذ عن غيرهم. حفظ كثيرًا من الكتب التي قام بتدريسها فيما بعد. انتقد دعوة محمد بن عبد الوهاب وهاجر إلى البصرة بعد إنشاء الدولة السعودية الأولى. وخلال وجوده في البصرة، استولى الشيخ ثويني بن عبد الله السعدون على المدينة فولاه الأحكام فيها -أي القضاء- وذلك سنة 1203هـ/1788م في أواخر عهد السلطان عبد الحميد الأول وفي بداية ولاية الأمير عيسى بك المارديني على البصرة متسلمًا عن الوزير سليمان باشا الكبير. توفي بالبصرة ودفن بالزبير.

## سيرته
هو محمد بن عبد الله بن محمد بن عبد الله بن فيروز التميمي النجدي الأحسائي. ولد يوم 18 ربيع الأول 1142 هـ/ 10 أكتوبر 1729 م بمدينة الأحساء ونشأ بها برعاية والده. كف بصره بالجدري وهو ابن ثلاث سنين أو يقال تسع سنين وكان يقول لا أعرف من الألوان إلا الأحمر.

أخذ عن والده عبد الله وعن محمد حياة السندي ومحمد بن عبد الرحمن العفالقي، ولازمه وأكثر تفقهه به، وأخذ عنه الفرائض والحساب والهيئة والهندسة كما أخذ عن غيرهم.

حفظ كثيرًا من الكتب منها مختصر المقنع في الفقه وألفية العراقي في المصطلح وألفية ابن مالك في النحو وألفية السيوطي وعقود الجمان في المعاني والبيان وألفية ابن الوردي في التعبير. أخذ الحديث عن علماء عصره وكذا الفقه والنحو والمعاني والبيان وسائر الفنون وأجازوه بإجازات وأثنوا عليه مشايخه، من مشايخه في الحديث أبو الحسن السندي ومحمد سعيد سفر المدني وسلطان الجبوري البغدادي المدني وسعيد بن غردقة الأحسائي وعبد الله بن عبد الللطيف الأنصاري الأحسائي ومحمد حياة السندي ووالده ومحمد بن عبد الرحمن العفالقي وغيرهم.

ثم تصدر للتدريس وأفتى وتعلم عنده كثير من أهل الأحساء والبحرين ونجد. عمل دخيل الله بن سليمان الأحسائي ناسخًا له. من تلاميذه محمد بن سلوم وعثمان بن جامع وابنه عبد الله، وعبد العزيز بن عدوان بن رزين وأحمد بن حسن بن رشيد وإبراهيم بن ناصر بن جديد وناصر بن سليمان بن سحيم وعبد الله بن داود وغيرهم.

انتقد دعوة محمد بن عبد الوهاب، فلما عظم أمرها، خَرَج أو أُخرج ابن فيروز من الأحساء إلى البصرة مع محمد بن علي بن سلوم. كرمه واليها عبد الله باشا وطلب منه الباشا أن يقرأ صحيح البخاري في جامعه الذي بناه بسوق البصرة، فجلس ابن فيروز للإقراء و«تكاثر الخلق حتى ضاع المسجد فوسعه الباشا لأجل هذا الدرس».

بقي بها إلى أن توفي بها ليلة الجمعة 1 محرم 1216/ 13 مايو 1801 وصلي عليه بجامع البصرة ثم حمل جثمانه إلى الزبير ودفن في جامعها عند ضريح الزبير بن العوام.

## مؤلفاته
- حاشية ابن فيروز على الروض المربع
- ينسب له الرسالة المرضية في الرد على الوهابية
- الرد على من كفر أهل الرياض ومن حولها من المسلمين
- هداية طلاب قوانين الحساب إلى معالم علم الحساب